# Scherzi da star
Scherzi da star (PrankStars) è un reality show a telecamera nascosta di produzione statunitense mandato in onda per la prima volta su Disney Channel il 15 luglio 2011. È presentato dalla star di Coppia di re e Hannah Montana Mitchel Musso. La serie coinvolge bambini e adolescenti, in modo da far vedere loro, con amici e familiari, le loro star preferite in situazioni "imprevedibili e divertenti". Lo show è il primo reality targato Disney Channel dopo Totally in Tune. Gli episodi della serie sono trasmessi in prima visione con cadenza mensile, piuttosto che settimanale. Mentre in Italia è stata trasmessa dal 17 giugno al 22 luglio 2012 ogni domenica su Disney Channel.
La serie non va più in onda su Disney Channel, sebbene nel Regno Unito continui la messa in onda.
Dopo la fine della serie, è stato confermato uno Spin-off chiamato Code: 9, che è andato negli U.S.A. il 26 luglio 2012.

## Puntate
| nº | Titolo originale         | Titolo italiano                | Prima TV USA/UK       | Prima TV Italia |
| -- | ------------------------ | ------------------------------ | --------------------- | --------------- |
| 1  | Something To Chew On     | Qualcosa da masticare          | 15 luglio 2011        | 17 giugno 2012  |
| 2  | Game Showed Up           | Gioco scorretto                | 12 agosto 2011        | 24 giugno 2012  |
| 3  | Walk the Prank           | Ammainate le vele              | 23 settembre 2011     | 22 luglio 2012  |
| 4  | Stick It To Me           | Stiamo creando                 | 16 ottobre 2011       | 15 luglio 2012  |
| 5  | Adventures in Dogsitting | Le avventure di una dog sitter | 25 novembre 2011 (UK) | 8 luglio 2012   |
| 6  | Secret Agent             | Agente segreto                 | 16 dicembre 2011 (UK) | 1º luglio 2012  |

## Star
| Star               | Puntata | Serie TV o Film                                                                          |
| ------------------ | ------- | ---------------------------------------------------------------------------------------- |
| Selena Gomez       | 1       | I maghi di Waverly, I maghi di Waverly: The Movie, Il ritorno dei maghi - Alex vs. Alex  |
| Mitchel Musso      | 1       | Coppia di re, Hannah Montana                                                             |
| Debby Ryan         | 1       | Jessie, Zack e Cody sul ponte di comando, Radio Rebel                                    |
| Adam Hicks         | 2       | Lemonade Mouth, Zeke e Luther, Coppia di re                                              |
| China Anne McClain | 2       | A.N.T. Farm - Accademia Nuovi Talenti                                                    |
| Cody Simpson       | 3       | Cantante - N/A                                                                           |
| Zendaya            | 3       | A tutto ritmo, Nemici per la pelle, Zapped - La nuova vita di Zoey e K.C. Agente Segreto |
| Leo Howard         | 4       | Kickin' It - A colpi di karate                                                           |
| Tiffany Thornton   | 4       | So Random!, Sonny tra le stelle                                                          |
| Raven-Symoné       | 5       | Raven, Cheetah Girls 2                                                                   |
| Bella Thorne       | 5       | A tutto ritmo, Nemici per la pelle                                                       |
| Allstar Weekend    | 6       | Cantanti/Gruppo - N/A                                                                    |
| Bridgit Mendler    | 6       | Buona fortuna Charlie, Lemonade Mouth                                                    |